# Puerphorus
Puerphorus là một chi bướm đêm thuộc họ Pterophoridae.

## Các loài
- Puerphorus olbiadactylus (Millière, 1859)